# Nippon Budōkan

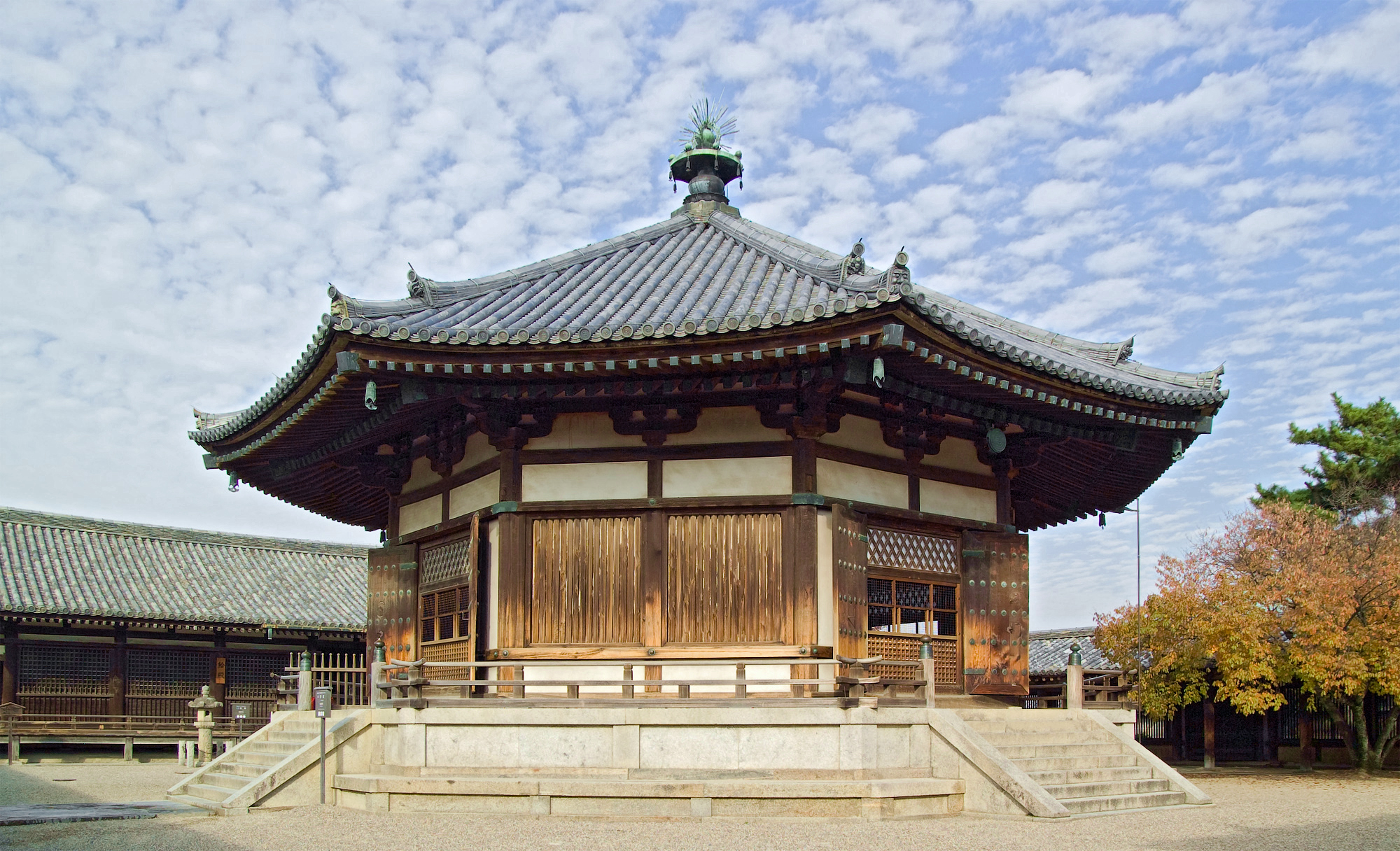
Pawilon Yumedono w kompleksie świątyń buddyjskich Hōryū-ji

Nippon Budōkan (jap. 日本武道館) – hala widowiskowa w tokijskiej dzielnicy Chiyoda.

## Historia
Budowa hali rozpoczęła się w październiku 1963 i zakończyła rok później. Została wsparta darowizną finansową cesarza. Obiekt został zaprojektowany przez Mamoru Yamadę (1894–1966), a głównym wykonawcą była Takenaka Corporation.
Nippon Budōkan znajduje się w Kitanomaru Park w centrum Tokio o 2 minuty pieszo od stacji metra Kudanshita, w pobliżu chramu Yasukuni-jinja. Ta wysoka na 42 m budowla o ośmiobocznej konstrukcji mieści 14 201 osób (2762 na arenie, 3199 na I piętrze, 7760 na drugim piętrze i 480 miejsc stojących), jest wzorowana na architekturze pawilonu Yumedono (Pawilon Snów) z VIII wieku w kompleksie świątyń buddyjskich Hōryū-ji w prefekturze Nara.
Oryginalnie hala została wybudowana z przeznaczeniem na przeprowadzenie turnieju judo w czasie Letnich Igrzysk Olimpijskich 1964 oraz miejsce treningów (dōjō) i propagowania tradycyjnych japońskich sztuk walki. Stąd jej nazwa, tłumaczona w języku angielskim jako Martial Arts Hall. Jest ona wykorzystywana także do różnych imprez, spotkań o charakterze masowym, w tym także jako miejsce nagrywania albumów i koncertów "Live at Budokan".

## Historia prawzoru
W 739 roku mnich buddyjski Gyōshin zbudował świątynię o nazwie Jōgūō-in jako pomnik ku czci księcia Shōtoku (Jōgūō to inne z wielu imion księcia). Sanktuarium powstało w miejscu, gdzie pierwotnie stał jego pałac o nazwie Ikaruga, zbudowany w 601 roku. Centralnym punktem stał się ośmiokątny Yumedono (Pawilon Snów, Pawilon Wizji, Pawilon Objawień), obecnie jeden z najstarszych obiektów tego rodzaju w Japonii. Wewnątrz znajduje się m.in. naturalnej wielkości posąg księcia Shōtoku. Statua, ukryta i starannie przechowywana przez wieki, przetrwała w doskonałym stanie do dziś, zachowując nawet oryginalne złocenie. Uważa się, że pawilon ten służący modlitwie za duszę księcia Shōtoku, o którym mówi się, że był objawieniem bogini Kannon – jest otoczone szczególną, mistyczną atmosferą.

## Wydarzenia
Obiekt jest wykorzystywany do organizacji różnego rodzaju stołecznych i ogólnokrajowych imprez, turniejów, pokazów sztuk walki i innych dyscyplin, o różnorodnym charakterze: edukacyjnym, komercyjnym, rozrywkowym.
Budōkan jest także miejscem wielu corocznych wydarzeń, w tym ceremonii „National Memorial Service for War Dead” (Zenkoku Senbotsusha Tsuitōshiki), upamiętniającej poległych w czasie II wojny światowej, która odbywa się co roku 15 sierpnia, w dniu kapitulacji Japonii. Obecni są cesarz i cesarzowa oraz premier.
W listopadzie odbywa się dwudniowy festiwal muzyki wojskowej organizowany przez Japońskie Siły Samoobrony z udziałem zespołu armii amerykańskiej.
Oprócz sztuk walki w Budōkanie odbywają się także noworoczne, ogólnokrajowe zawody kaligrafii szkolnej.

## Muzyka

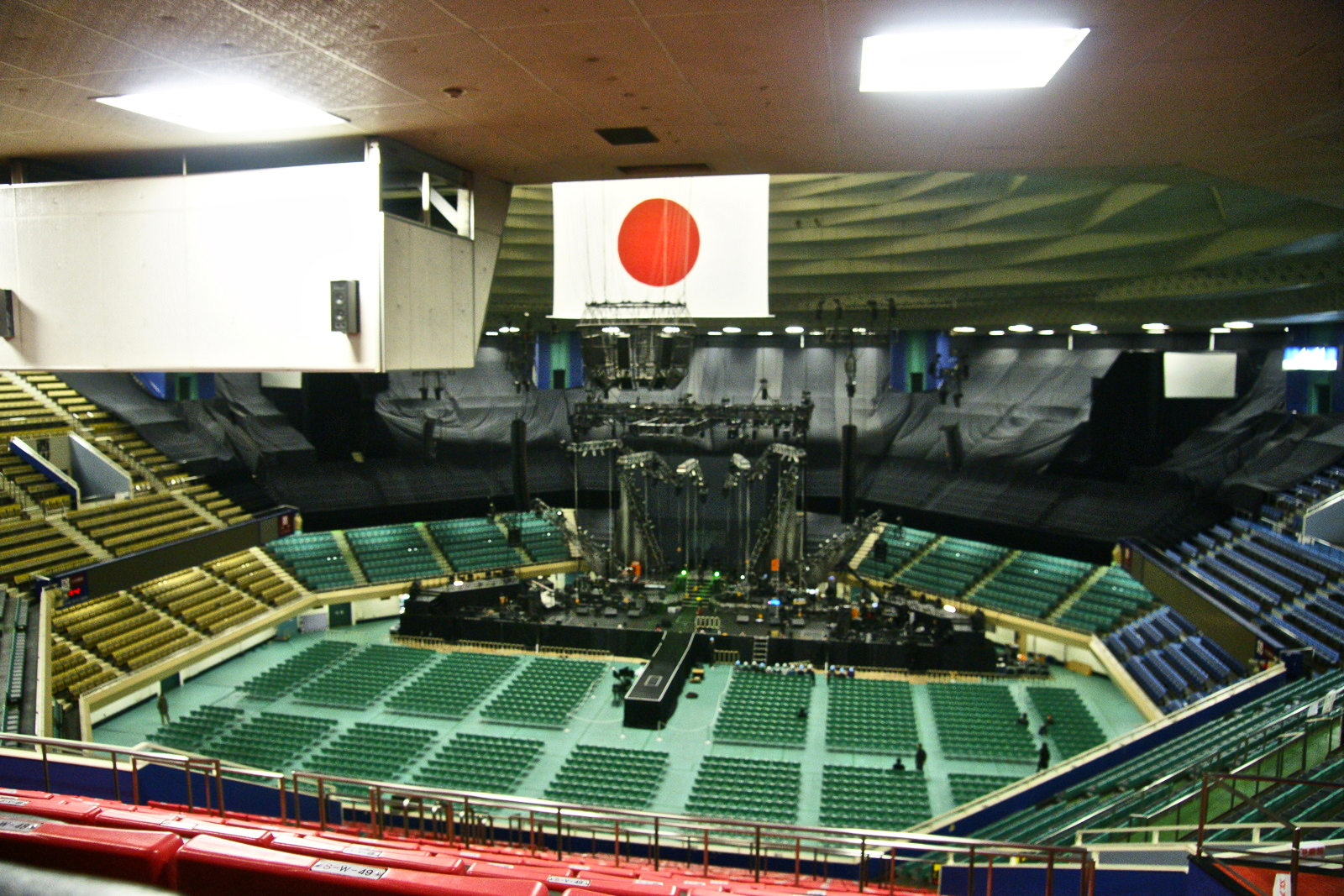
Scena koncertowa w Nippon Budōkan

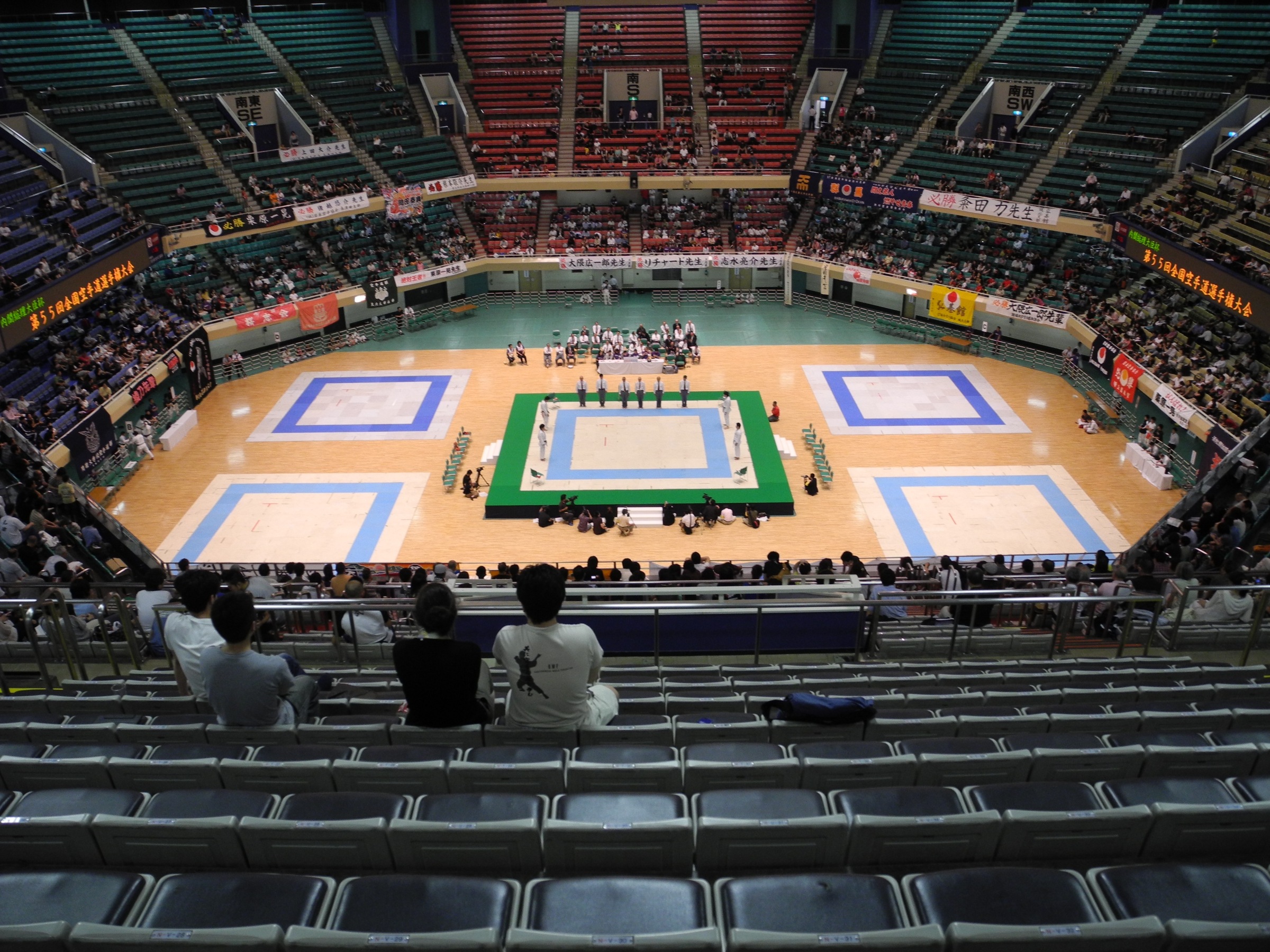
Karate

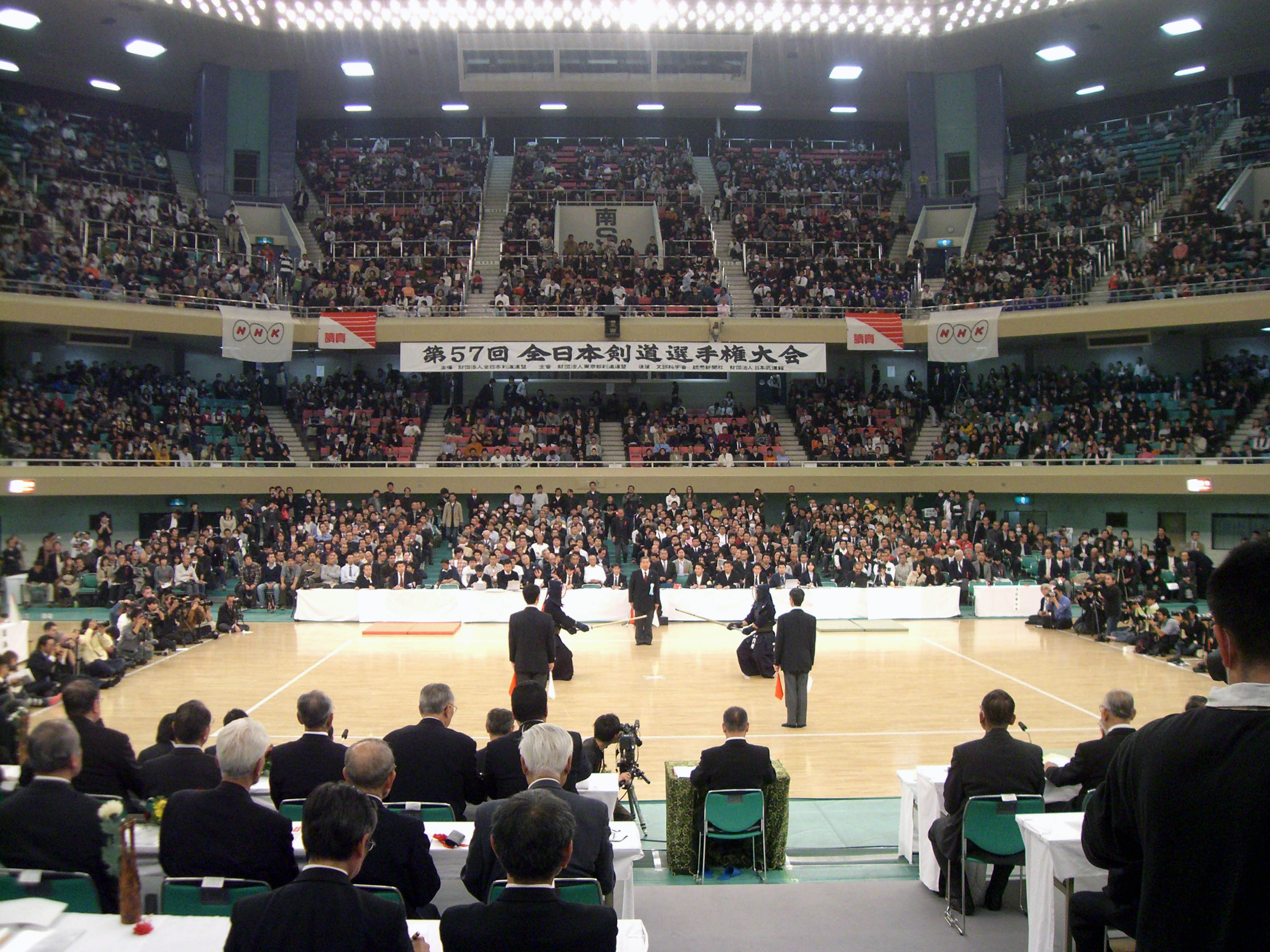
Kendō

The Beatles byli pierwszą grupą rockową, która wystąpiła tutaj, dając szereg koncertów w czerwcu i lipcu 1966 roku. Ich występy spotkały się ze sprzeciwem tych, którzy uważali, że pojawienie się zachodniej grupy pop będzie hańbić arenę sztuk walki.
W sierpniu 1972 roku zespół Deep Purple wystąpił w hali Budōkan. Materiał z tego koncertu wraz z nagraniami z występów w Osace znalazł się na słynnej koncertowej płycie Made in Japan.
W 1978 i 1979 roku artyści Cheap Trick i Bob Dylan wykorzystali arenę do nagrań swoich albumów koncertowych: Cheap Trick at Budokan (1978) i Bob Dylan at Budokan (1979). Album zespołu Cheap Trick był najlepiej sprzedającą się płytą w historii zespołu.
W 1980 roku na rynku ukazał się album koncertowy Just One Night Erica Claptona, który był zachwycony wyjątkową atmosferą panującą w hali Budōkan.

## Inni artyści, którzy wydali nagrania „live” z tego miejsca
- Blur nagrał kompilację live CD u szczytu brit pop.
- Pearl Jam nagrał oficjalny bootleg w Budokan w 2003 roku podczas tournée Riot Act.
- Deep Purple
- Ian Gillan Band, Live at the Budokan (Tomy 1–2, 1977–1978)
- Tin Machine, który nagrał część Tin Machine Live: Oy Vey, Baby
- Quincy Jones, Live At Budokan (1981)
- Dream Theater (który nagrał album 2DVD/3CD Live at Budokan)
- Ozzy Osbourne, Live at Budokan
- Bay City Rollers, Rollerworld, Live at the Budokan 1977
- Michael Schenker Group, One Night at Budokan (1982)
- The Doobie Brothers, Live at Budokan (1993)
- Oasis, Three Nights in a Judo Arena (1998)
- Faye Wong, Budokan Live (1999)
- Blur, Live at the Budokan
- Judas Priest, Rising in the East (2005)
- Nana Mizuki, LIVE RAINBOW at BUDOUKAN (2005),  LIVEDOM-BIRTH- at BUDOKAN (2006) i NANA MIZUKI LIVE DIAMOND×FEVER (2009)
- Hikaru Utada, Utada United 2006 (2006)
- Avril Lavigne, Live at Budokan: Bonez Tour (2005)
- Mr. Big (nagrał Live at Budokan w 1997 r. oraz Back to Budokan in 2009)
- Bryan Adams, Live at the Budokan
- Taylor Swift
- DIR EN GREY, Uroboros -With the Proof in the Name of Living...- At Nippon Budokan
- Journey, Live at Budokan
- Alice Nine, Tokyo Galaxy Alice Nine Live Tour 10 "Flash Light from the Past" Final at Nippon Budokan
- Morning Musume – koncert z okazji ukończenia szkoły przez Ai Takahashi Ai BELIEVE (2011)
- SCANDAL, SCANDAL vs Budokan Concert (2012)
- LM.C, ~Go to the 5th Anniversary Final~ ☆ROCK the PARTY☆'12 at NIPPON BUDOKAN (2012)
- BABYMETAL, 10 Babymetal Budokan Live (2021)